# 于良民
于良民，中国海洋大学教授，主要从事环境友好型海洋防护材料与应用技术、先进高分子复合材料等方面的研究工作。入选中华人民共和国教育部2008年度"长江学者"特聘教授、“万人计划”科技创新领军人才。